# L'estel matinal
L'estel matinal és un quadre de Joan Miró i Ferrà de 1940, dipositat a la Fundació Joan Miró de Barcelona gràcies a una donació de Pilar Juncosa de Miró.

## Context històric i artístic
Nascut a Barcelona l'any 1893, però vinculat al Camp de Tarragona, Miró va estudiar a l'Escola de la Llotja, on Modest Urgell i Inglada va preveure el seu geni, i, després, a l'acadèmia de Francesc Galí, on va arribar molt ràpidament a allò que Jacques Dupin (el gran estudiós de la pintura mironiana), ha anomenat un fauvisme català. L'exposició d'aquestes pintures fauves, que va presentar el 1918 a les Galeries Dalmau, no interessà gairebé a ningú i determinà la seua decisió d'anar-se'n a París i esdevindre un català internacional. A la capital francesa va estar en contacte, des del 1920, amb els poetes i pintors que, al cap d'uns quants anys, crearen el surrealisme. Aquesta primera etapa parisenca, amb vingudes a Catalunya cada estiu, el va portar a un realisme màgic, d'un detallisme minuciós, l'obra més important del qual és La masia (1921-1922), adquirida aleshores per Hemingway (avui a la National Gallery of Art de Washington DC). L'estiu del 1923, a Mont-roig del Camp, Miró va pintar Terra llaurada i Paisatge català, on descobrí un nou vocabulari formal per a descriure el paisatge del Camp de Tarragona i, per evolució, sense influències alienes, va desenvolupar el seu estil propi. Va ésser un dels participants del naixement del surrealisme amb els escriptors Breton, Paul Éluard i Aragon i els pintors Max Ernst, André Masson i Magritte, i en la primera exposició d'aquest nou gènere (1925) exhibí la seua obra Carnaval d'Arlequí (1924). Durant els anys trenta, la seua personalitat, profundament arrelada en la realitat catalana, es va afermar com una de les més originals de l'art contemporani.

## Descripció
Aquesta obra de 38 × 46 cm és una de les 23 pintures sobre paper titulades Constel·lacions, realitzades els anys 1940-1942 entre Normandia i Mallorca. Miró no representa objectes i tampoc no fa pintura abstracta: és una confusió contínua entre l'element real i l'element meravellós dels somnis. Sobre fons matisats i tacats, elaborats pacientment, se situen formes ben delimitades de vius colors roig, blau, negre. Abunden els signes astrals (lluna, estrelles) i morfologies humanes (pits que pengen, sexes en negre i vermell, ulls). Per a Miró, l'existència biopsíquica només es revela per mitjà de signes.